# Edith Haller (Sängerin)
Edith Haller (* 25. April 1972 in Meran) ist eine italienische Opernsängerin (Sopran).

## Leben
Ihre Gesangsausbildung erhielt die Südtirolerin am Mozarteum. Sie wohnte im Studentenheim Salzburger Lehrerhaus und leitete dort den Studentenchor. Das Studium schloss Edith Haller mit einem Diplom in Sologesang und dem Magister Artium in Operngesang mit Auszeichnung ab. Es folgten Engagements an den Musikbühnen von Salzburg, Prag und Ljubljana. Von 2002 bis 2005 war die Sopranistin Ensemblemitglied am Theater St. Gallen. Anschließend wechselte sie an das Staatstheater von Karlsruhe, wo die Künstlerin schnell zum Publikumsliebling und zur „Starsopranistin“ avancierte. Große Anerkennung, weit über den Publikumskreis des Badischen Staatstheaters hinaus, erhielt Edith Haller für ihre Darstellung der Euryanthe in der gleichnamigen und selten aufgeführten Oper von Carl Maria von Weber. Der Focus schrieb dazu:

„Edith Haller in der Titelrolle ist ein echter, jugendlich-dramatischer Sopran der Sonderklasse, der keine Wünsche offen lässt. Man begreift, dass sie auch in Bayreuth ein gern gesehener Gast ist.“

Gastengagements führten die Künstlerin zu den Salzburger Festspielen, an die Bayerische Staatsoper sowie an die Opernbühnen von Antwerpen, Graz, Klagenfurt, Hamburg, Köln, Zürich, London, Wien, Tokyo etc.  Seit 2006 gastiert sie bei den Bayreuther Festspielen. 2010 sang die Sopranistin bei den Bayreuther Festspielen die Sieglinde in Die Walküre. 
Neben ihrer Bühnenpräsenz ist die Künstlerin als Lied- und Konzertsängerin rege tätig. Engagements führen sie in alle großen europäischen Konzertsäle.

## Repertoire (Auswahl)
- Tatjana Eugen Onegin
- Agathe Der Freischütz
- Elisabeth Tannhäuser und der Sängerkrieg auf der Wartburg
- Erste Dame Die Zauberflöte
- Elsa Lohengrin
- Sieglinde Die Walküre
- Senta Der fliegende Holländer
- Leonore Fidelio
- Desdemona Otello
- Ursula Mathis der Maler
- Elektra Idomeneo
- Hanna Glawari Die lustige Witwe
- Ariadne Ariadne auf Naxos
- Euryanthe Euryanthe
- Liu Turandot
- Isolde Tristan und Isolde

## Auszeichnungen
- 1999: Hanna Ludwig Preis der Universität Mozarteum[3]
- 2003: 1. Preis beim Mario Lanza Gesangswettbewerb in Filignano